# گل مس
گل مس (نام علمی: Ocimum centraliafricanum) نام یک گونه از سرده ریحان است.